# Maurice de La Taille
Maurice de La Taille, S.J., né le 30 novembre 1872 à Semblançay (Indre-et-Loire) et mort le 23 octobre 1933 à Paris, est un prêtre jésuite, théologien et liturgiste français dont les écritures ont influencé le mouvement liturgique contemporain. 

## Biographie
En 1890, il entre chez les jésuites et enseigne la théologie à l'université catholique de l'Ouest à Angers. Il est pendant quelques années doyen de la faculté de théologie. De 1916 à 1918, il est aumônier militaire de l'armée canadienne. À partir de 1919, il enseigne à l'université pontificale grégorienne.
Dans son principal ouvrage, Mysterium fidei, écrit en 1921, il décrit la messe comme un sacrement, un sacrifice de l'Église et de l'Eucharistie. Son argument est que la Messe fait partie de l'unité du sacrifice du Christ; avec la dernière Cène, la crucifixion et la Résurrection. Il se défend contre ses détracteurs dans Le mystère de la foi et de l'opinion de l'homme (1930).